# Abdul Ghafoor
Abdul Ghafoor (Hindi: अब्दुल गफूर; * 1918 in Sareya Akhtiyar, Distrikt Gopalganj, Provinz Bihar und Orissa, Britisch-Indien, heute: Bihar; † 10. Juli 2004 in Patna, Bihar) war ein indischer Politiker des Indischen Nationalkongresses (INC) sowie später der Samata Party (SAP), der von 1973 bis 1975 Chief Minister von Bihar sowie zudem Mitglied der Lok Sabha war. Im Kabinett Rajiv Gandhi war er zwischen 1984 und 1985 zuerst Minister für öffentliche Arbeiten und Wohnungsbau sowie anschließend von 1985 bis 1986 Minister für städtische Entwicklung.

## Leben
Abdul Ghafoor, Sohn von Shri Basir Ali, absolvierte nach dem Schulbesuch ein Studium an der Aligarh Muslim University (AMU), das er mit einem Master of Arts (M.A.) beendete. Ein weiteres Studium der Rechtswissenschaften an der Banaras Hindu University schloss er mit einem Bachelor of Laws (LL.B.) ab. Er engagierte sich in der Unabhängigkeitsbewegung, in der auch andere spätere Chief Minister von Bihar wie Bindeshwari Dubey, Bhagwat Jha Azad, Chandra Shekhar Singh, Satyendra Narayan Sinha und Kedar Pandey tätig waren. Nach der Unabhängigkeit Indiens vom Vereinigten Königreich am 15. August 1947 begann er sein politisches Engagement für den  Indischen Nationalkongress (INC) und wurde 1952 erstmals Mitglied des Legislativrates (Vidhan Parishad) von Bihar, des Oberhauses des Parlaments dieses Bundesstaates, und gehörte diesem bis 1967 an. Er war zwischen 1952 und 1966 Vorsitzender des Legislativrates. Danach wurde er 1968 Mitglied der Legislativversammlung (Vidhan Sabha), des Unterhauses von Bihar, und gehörte diesem bis 1984 an. Er war zeitweise stellvertretender Minister und wurde am 2. Juli 1973 als Nachfolger von seinem Parteifreund Kedar Pandey Chief Minister von Bihar und übte dieses Amt bis zum 10. April 1975 aus, woraufhin der ebenfalls dem INC angehörende Jagannath Mishra seine Nachfolge antrat.
Bei der Parlamentswahl am 24., 27. und 28. Dezember 1984 wurde Ghafoor für den INC erstmals zum Mitglied der Lok Sabha gewählt, des Unterhauses des indischen Parlaments (Bhāratīya saṃsad). Er gehörte dieser bis November 1989 an. Unmittelbar nach der Wahl übernahm er am 31. Dezember 1984 von Buta Singh im Kabinett Rajiv Gandhi zuerst das Amt als Minister für öffentliche Arbeiten und Wohnungsbau und hatte dieses bis zum 25. September 1985 inne. Daraufhin wurde er am 25. September 1985 Minister für städtische Entwicklung und übte dieses Ministeramt bis zu seiner Ablösung durch Mohsina Kidwai am 22. Oktober 1986 aus.
Bei der Parlamentswahl am 20. Mai, sowie 12. und 15. Juni 1991 wurde Abdul Ghafoor wiederum zum Mitglied der Lok Sabha gewählt, der er bis Mai 1996 angehörte. Nachdem er den Indischen Nationalkongress verlassen hatte, trat er der 1994 von George Fernandes und Nitish Kumar gegründeten Partei der Gleichheit SAP (Samata Party) bei und wurde für diese in dem zu Bihar gehörenden Wahlkreis Gopalganj bei der Parlamentswahl am 16., 22., 23. und 28. Februar sowie am 7. März 1998 zum dritten Mal zum Mitglied der Lok Sabha und gehörte dieser bis Oktober 1999 an. Während dieser zwölften Legislaturperiode war er zwischen 1998 und 1999 Mitglied des Innenausschusses der Lok Sabha sowie zugleich Mitglied des Beratungsausschusses des Kommunikationsministeriums.
Aus seiner 1934 geschlossenen Ehe mit Shrimati M. Nissa gingen ein Sohn und zwei Töchter hervor.